# Plimmerton

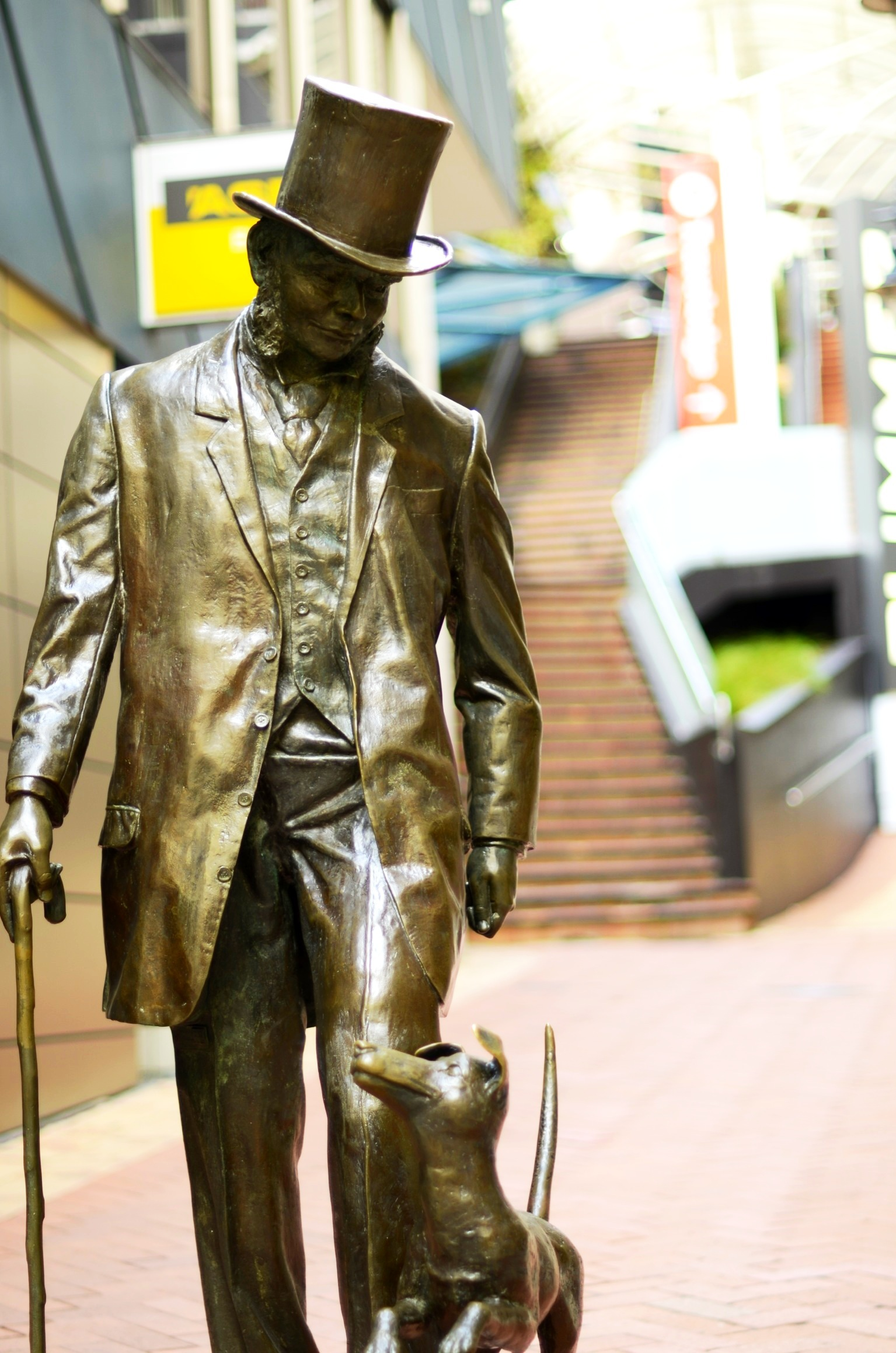
Denkmal für den Namensgeber, John Plimmer (und seinen Hund Fritz), am Lambton Quay in Wellington

Plimmerton ist ein Vorort von Porirua City in der Region Wellington auf der Nordinsel von Neuseeland.

## Geographie
Plimmerton befindet sich rund 6 km nordnordöstlich des Stadtzentrums von Porirua direkt am nördlichen Teil des Eingangs zum Porirua Harbour. Der New Zealand State Highway 1 verbindet den Vorort direkt mit dem Stadtzentrum von Porirua und grenzt sich durch ihn nach Osten hin vom Stadtteil Camborne ab. Nach Norden hin schließt sich der Stadtteil Hongoeka an. 6 km weiter nordnordöstlich kann über den State Highway Pukerua Bay erreicht werden. Der Bahnhof der Stadt liegt an der North Island Main Trunk Railway.

## Geschichte
Das Gebiet um Plimmerton wurde früh von den Māori besiedelt, denn den Überlieferungen nach, landete der polynesische Seefahrer und Entdecker Kupe um 950 n. Chr. hier mit seinem Kanu Matahorua. Der Ankerstein seines Kanus ist heute im Museum of New Zealand Te Papa Tongarewa, dem Nationalmuseum Neuseelands in Wellington zu besichtigen. In den 1840er Jahren war der Ort Sitz von Te Rauparaha, dem Anführer der Ngāti Toa, der hier von den Briten am 23. Juli 1846 gefangen genommen wurde. In der Nähe des Südendes der Motuhara Road besteht ein winziges Schutzgebiet mit einem Kohlbaum (Cordyline australis), möglicherweise einem Abkömmling des Baumes, in dessen Nähe er gefangen wurde, sowie eine Gedenktafel.
Die ursprüngliche Straßenführung und die Straßennamen gehen auf die Wellington and Manawatu Railway Company zurück, die hier eine Bahnstrecke zwischen Wellington und Longburn, das in der Nähe von Palmerston North liegt, baute. Heute ist das der südliche Abschnitt der North Island Main Trunk Railway. Entlang der Strecke wurden mehrere Städte gegründet, die der Linie wirtschaftlich zugutekommen sollte. John Plimmer, Mitglied des Wellington Provincial Council, war maßgeblicher Organisator des Unternehmens. In den späten 1890ern war Plimmerton ein bekannter Ferienort.
Lange Zeit gehörte Plimmerton administrativ zum Hutt County, bis der Ort am 1. April 1973 ein Vorort von Porirua wurde.

## Bevölkerung
Zum Zensus des Jahres 2013 zählte der Ort 2118 Einwohner, 2,9 % mehr als zur Volkszählung im Jahr 2006.